# Дворец Тизенгауза (Поставы)
Дворец Тизенга́уза — историческое здание второй половины XVIII — первой половины XIX века в Поставах, памятник архитектуры (номер 212Г000577). Расположен по адресу: Советская улица, дом 73.

## История
Дворец начал строиться по проекту итальянского архитектора Джузеппе ди Сакко для Антония Тизенгауза, основавшего в 1760-х гг. резиденцию в Поставах. Согласно инвентаризации, проведённой в 1788 г., были возведены боковые флигели и заложен фундамент центральной части дворца. Строительство завершено в первой половине XIX века. После Великой Отечественной войны в здании размещён один из корпусов районной больницы, находящийся там и поныне. В 2006 году перед дворцом поставлен памятник орнитологу Константину Тизенгаузу. С 2014 года в подвальных помещениях дворца находится музей.

## Архитектура
Дворец построен в стиле классицизма. Одноэтажное здание имеет в плане П-образную форму. Центральная часть северного фасада оформлена шестиколонным тосканским портиком. Восточный фасад имеет глубокие боковые ризалиты и центральный ризалит, завершающиеся треугольными фронтонами с дорическим антаблементом. Среди фасадного декора применены лопатки, руст, фриз. Прямоугольные оконные проёмы украшают сандрики и лепные гирлянды. Планировка здания анфиладная, входы с северной и восточной сторон. При дворце был разбит парк площадью около 10 га. Он сохранился лишь фрагментарно. Сохранилась аллея, которая вела от усадьбы к мосту через реку Мядельку. От комплекса усадьбы уцелел служебный корпус, расположенный на одной оси с усадебным зданием.